# Amine Messoussa
Amine Messoussa (* 12. Oktober 2004 in Lyon) ist ein französisch-marokkanischer Fußballspieler, der aktuell beim MC Algier spielt.

## Karriere

### Verein
Messoussa begann seine fußballerische Ausbildung 2010 in der Jugendakademie von Olympique Lyon. Nach acht Jahren wechselte er zur naheliegenden AS Saint-Priest, wo er zwei Jahre lang spielte. Im Sommer 2020 unterschrieb er in der Jugend des OSC Lille. In der Saison 2021/22 spielte er dort in der zweiten Mannschaft in der National 3 und für die U19-Mannschaft in der UEFA Youth League parallel. In der Spielzeit 2022/23 war er bei beiden Teams Stammspieler und erzielte bereits zweistellig Tore. Zudem debütierte er am vorletzten Spieltag der Saison 2022/23 in der Ligue 1 nach später Einwechslung gegen den FC Nantes. Nach diesem einen Profi-Saisoneinsatz stand er am zweiten Gruppenspieltag der Conference League gegen den KÍ Klaksvík in der Startelf und debütierte somit auf internationaler Bühne.
Im Sommer 2024 wechselte Messoussa zum MC Algier.

### Nationalmannschaft
Messoussa spielte im Jahr 2021 einmal für die U17-Junioren Marokkos, ehe er sich später im Jahr für die Auswahl Frankreichs entschied. Mit den U18-Junioren gewann er schließlich die Mittelmeerspiele 2022.

## Erfolge
Frankreich U18
- Mittelmeerspiele: 2022